# (22710) 1998 RF75
1998 أر أف 75 (ويعرف أيضًا باسم (22710) 1998 أر أف 75 وفق تسمية الكوكب الصغير) (بالإنجليزية: 1998 RF75)‏ هو كويكب ضمن حزام الكويكبات؛ وترتيبه 22710 من حيث الاكتشاف.
اكتُشف هذا الجُرم الفلكي بواسطة بحث لنكولن عن الكويكبات القريبة من الأرض في 14 سبتمبر 1998.

## وصلات خارجية
- (22710) 1998 RF75 في قاعدة بيانات مختبر الدفع النفاث لأجرام النظام الشمسي الصغيرة

- الاكتشاف · مخطط المدار ·  العناصر المدارية · المعلمات المادية

- (22710) 1998 RF75 على موقع ويكي سكاي: DSS2, SDSS, GALEX, IRAS, Hydrogen α, X-Ray, Astrophoto, Sky Map, Articles and images